# Hodinová věž (Přemyšl)
Hodinová věž v Přemyšlu (Wieża zegarowa w Przemyślu) stojí v centru Přemyšle (ul. Władycze 3).

## Historie
Věž s hodinami byla postavena v letech 1775–1777 z nadace řeckokatolického biskupa Atanaze Szeptyckého, jako zvonice budoucí řeckokatolické katedrály. Katedrála měla nahradit dřívější kamenný kostel ze 16. století, který se nacházel v blízkosti této stavby (na místě dnešní základní školy č. 11). Po 1. dělení Polska (1772) začala výstavba katedrály a byla slíbena finanční dotace od rakousko-uherské panovnice Marie Terezie. Do jejího úmrtí se stihlo pouze zbořit původní kostel a vybudovat okázalou, pozdněbarokní věž. Po její smrti již nebyly naplněny její přísliby dalších investičních prostředků. Stavba kostela nebyla nikdy dokončena a po zrušení karmelitánského řádu, císařem Josefem II., věnoval tento, v roce 1784, řeckokatolické diecézi pro její katedrálu karmelitánský kostel sv. Terezy.

## Popis
Zvonice je vysoká 38 metrů, má 8 podlaží, dvě vyhlídkové terasy a je vybavena věžními hodinami (odtud pochází aktuální název věže). Časem se začala využívat jako hlásná a požární věž. V roce 1850 byla částečně zničena v důsledku požáru, který pohltil pozdně barokní kupoli. Renovace proběhly v letech 1925, 1959–1960 a 1989–1990.

## Současnost – využití věže
V letech 1996–2002 byla věž zadaptována pro Muzeum zvonů a dýmek, které je pobočkou Národního muzea Přemyšlska. Kromě toho má věž dvě vyhlídkové terasy. V 1. a 7. patře jsou expozice dýmek - Přemyšl je od 19. století centrem výroby dýmek. Sídlí zde několik význačných výrobců (např. Henryk Worobiec, Ryszard Kulpiński, Zbigniew Bednarzyk, Celina i Tadeusz Polińscy, Ryszard Filar, BRÓG). Od roku 2001 se každoročně, koncem června, v Přemyšlu pořádá tzv. „Svátek dýmky“ (Święto fajki). Od 2. patra po 5. patro je expozice zvonů a zvonařství.

## Galerie

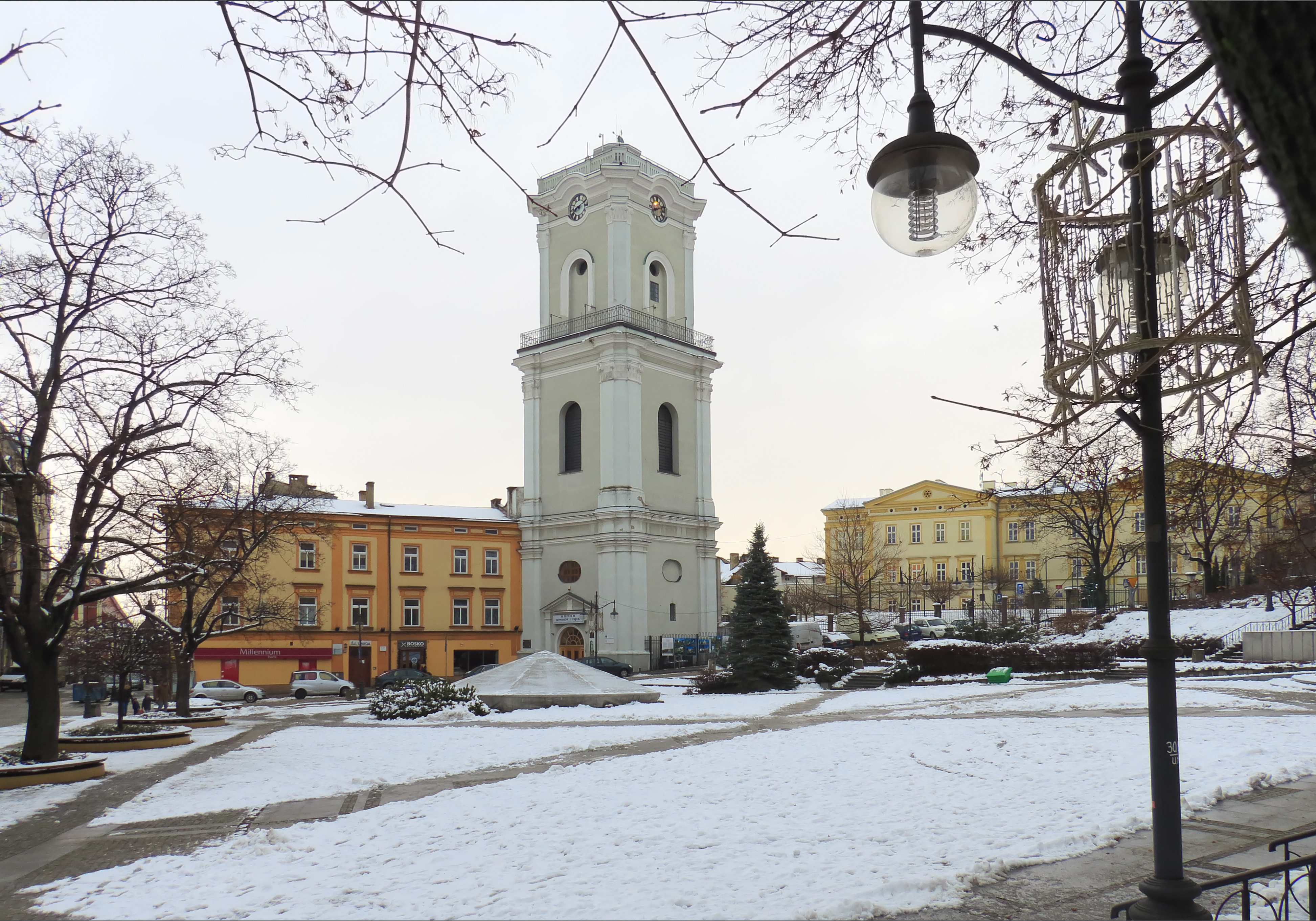
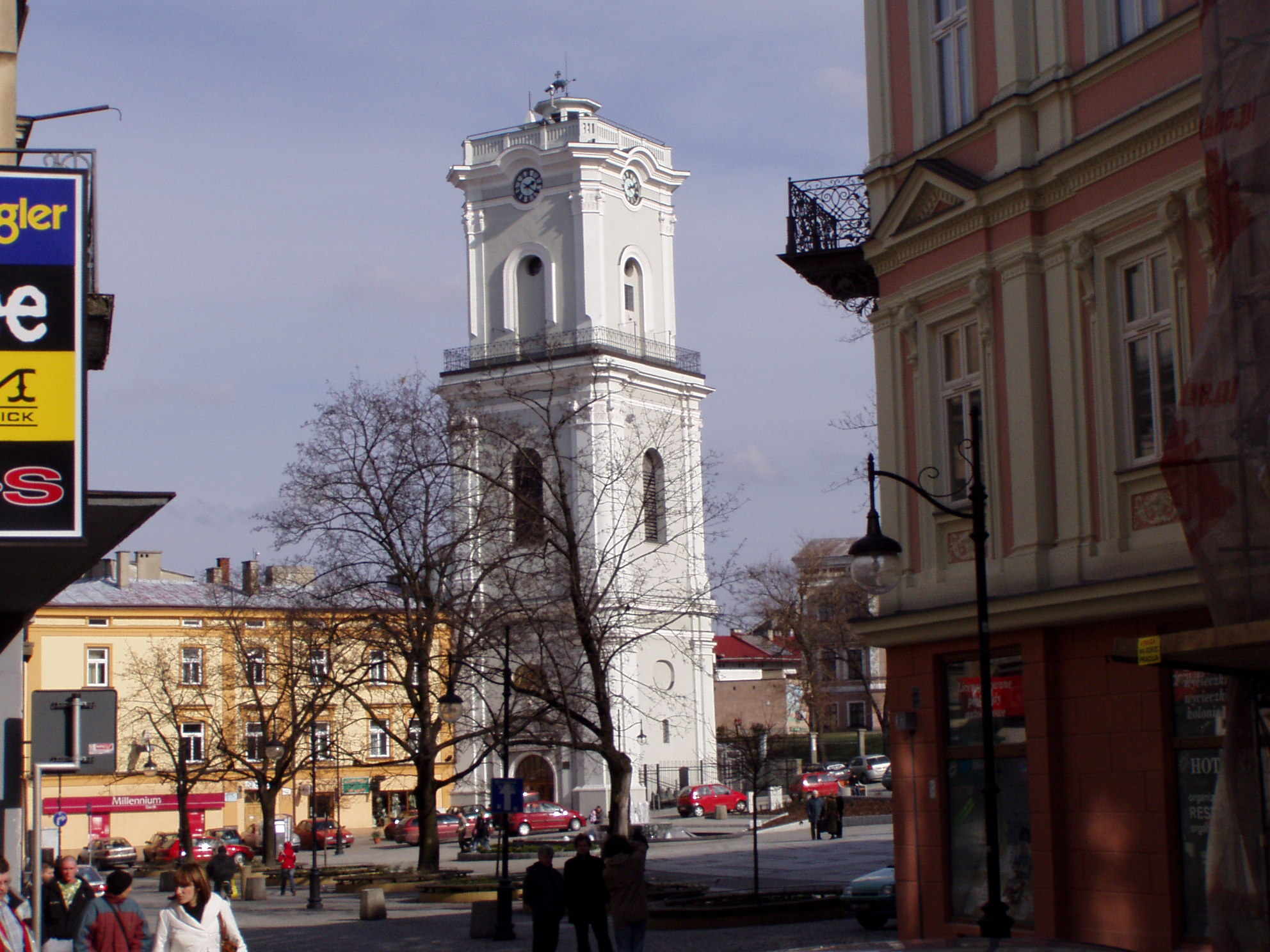
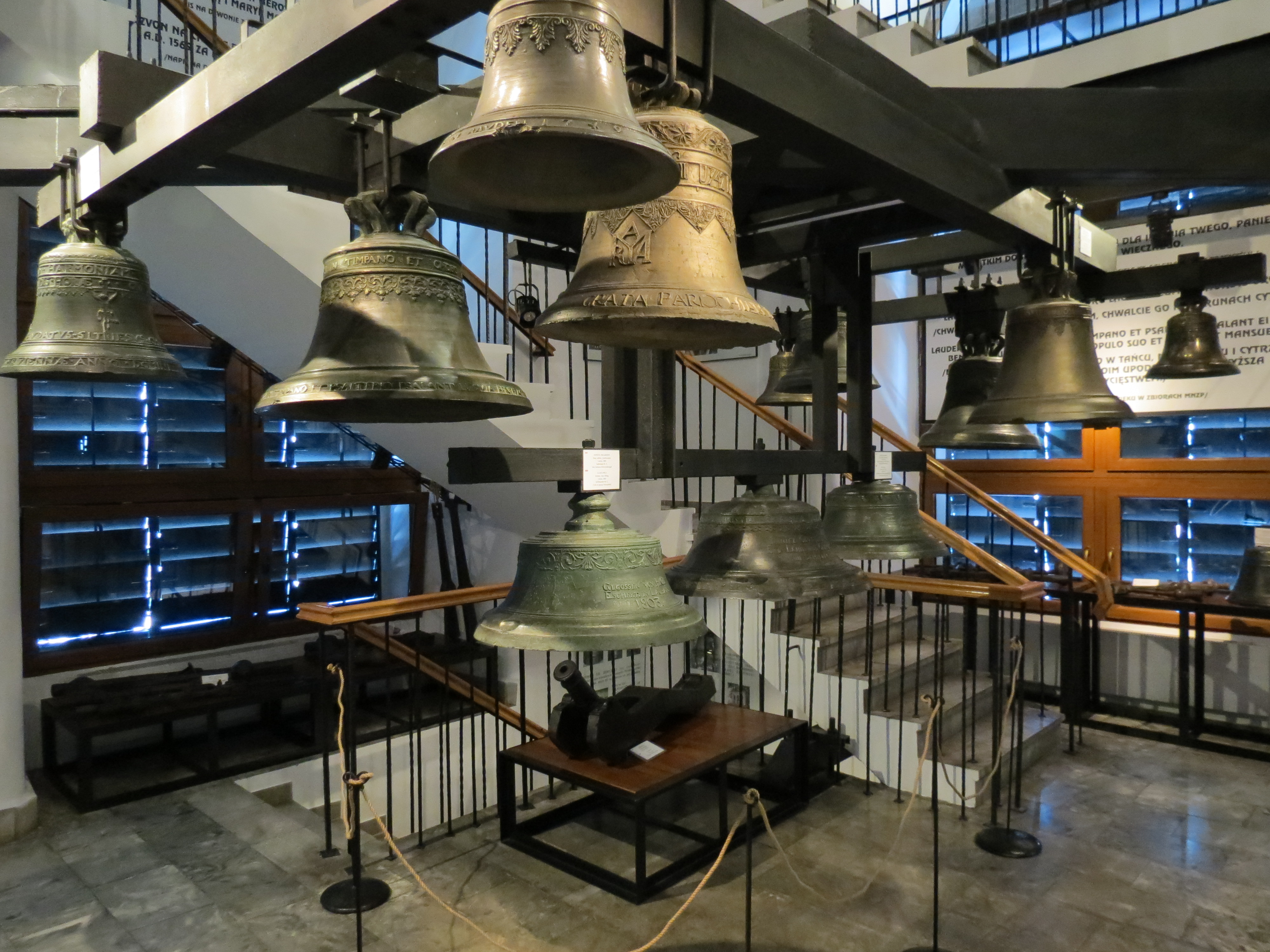
Muzeum zvonů a dýmek
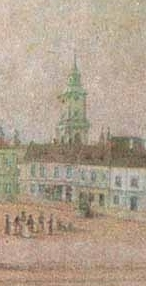
Hodinová věž s kupolí v roce 1862